# PWS-33 Wyżeł
PWS-33 Wyżeł là một loại máy bay huấn luyện quân sự hai động cơ của Ba Lan trước Chiến tranh thế giới II, do hãng Podlaska Wytwórnia Samolotów (PWS) chế tạo. Đề án này đã bị hủy bỏ khi Đức xâm lược Ba Lan

## Quốc gia sử dụng
Ba Lan
- Không quân Ba Lan

## Tính năng kỹ chiến thuật
Đặc điểm tổng quát
- Kíp lái: 1
- Sức chứa: 1
- Chiều dài: 6,94 m ()
- Sải cánh: 9,26 m ()
- Chiều cao: 2,56 m ()
- Diện tích cánh: 12,7 m² (ft²)
- Trọng lượng rỗng: 950 kg ()
- Trọng lượng có tải: 1.410 kg ()
- Trọng tải có ích: 460 kg ()
- Động cơ: 2 × PZInż Major 4B (chế tạo theo Walter Major), 130 hp ()  mỗi chiếc

 Hiệu suất bay 
- Vận tốc cực đại: 315 km/h
- Vận tốc hành trình: 260 km/h
- Tầm bay: 1160 km ()
- Trần bay: 4.500 m ()
- Vận tốc lên cao: 4,5 m/s ()
- Tải trên cánh: 111 kg/m² ()

Trang bị vũ khí

1 x súng máy 7.92 mm, 2 x bom 12,5-kg